# Zazas
Os zazas ou dimilis (dimlī) são uma etnia iraniana minoritária do leste da Turquia, que falam zaza. Compreendem cerca de 4 milhões de indivíduos, espalhados também por outros países. Os Zazas constituem o quarto maior grupo étnico da Turquia, depois dos turcos, curdos e árabes.

## Língua
O zaza é uma língua de origem iraniana, subgrupo do indo-europeua. A língua Zaza é classificada pela SIL International como uma macrolinguagem, que inclui as variedades de língua zaza do sul e  língua zaza do norte. Outras autoridades linguísticas internacionais, o Ethnologue e o Glottolog também classificam a língua Zaza como uma macrolíngua composta por duas línguas diferentes. As línguas mais próximas de Zazaki em termos de gramática, genética, linguística e vocabulário são talish, tati, guiláqui,mazandarani e línguas de Semnã (e Sangesari), faladas nas margens do Mar Cáspio.

## Geografia
Na Turquia, vivem principalmente nas províncias orientais da Anatólia, como Adeiamane, Acsarai, Batmane, Bingol, Diarbaquir, Elaze (Carpete), Erzurum, Erzinjane (Erzengane), Gumuscane, Carse, Malátia, Muxe, Xanleurfa (Rea), Sivas (Sezaz) e Tunjeli (Dersim).

## Cultura
A cultura zaza e seu idioma zazaki mostram similaridades como outros grupos iranianos (arianos) como os gilakis, curdos, mazandaranis, persas e outros. Jost Gippert mostrou que a língua Zaza está intimamente relacionada com a língua parta em termos de fonética, morfologia, sintaxe e léxico, e que compartilha muitas palavras comuns com o parta, e que Zazaki pode ser um dialeto parta vestigial que sobreviveu até o parto parta. era da linguagem. Além disso, a língua Zaza é semelhante ao persa médio, a língua escrita do Império Sassânida, em termos de estrutura linguística e vocabulário.
Linguistas e estudiosos que conduziram pesquisas sobre Zaza e a língua Zaza, como Friedrich Carl Andreas, Karl Hadank, Vladimir Minorski, David.N. Mackenzie, Artur Christensen e William Burley Lockwood determinaram que a língua Zaza está intimamente relacionada às línguas faladas na região histórica de Daylam e afirmaram que os Zaza migraram pela região histórica de Daylam e chegaram à área onde vivem hoje.